# نکراسوفسکوئیه
نکراسوفسکوئیه (به روسی: Некрасовское)، یک ناحیهٔ شهری در مرکز اداری منطقهٔ نکراسوفسکی در استان یاروسلاول روسیه است.